# 范暁萱
范暁萱（拼音: Fàn Xiǎoxuān、ファン・シャオシュアン、メイヴィス・ファン、英語名:Mavis Fan）（1977年2月27日- ）は、中華民国台北市出身の歌手。

## 来歴
幼少から音楽の英才教育を受け、1995年に歌手デビュー。甘い｢小魔女｣のイメージで、子供から大人まで幅広い層に愛され、歌手としてピークまで登りつめた。1996年に発売されたアルバム『小魔女的魔法書』では、ドラえもんのうたや魔女の宅急便主題歌なども中国語で歌っている。
近年ではアイドルからのイメージチェンジを図り、ロックバンド「100％楽団」を結成し、ピアスやタトゥーなども取り入れている。

## CD

### 個人作品
- Rain（1995年4月）
- 自言自語（1995年12月）
- 甜蜜·眼淚（1996年3月）
- 小魔女魔法書（1996年4月）
- 冰淇淋的祈禱（1996年8月）
- 好想談戀愛（1996年12月）
- 小魔女變身舞曲第1變 - 無法無天（1997年4月）
- 小魔女魔法書2 - 摩登家庭（1997年5月）
- 聖誕快樂Song（1997年12月）
- Darling（1998年5月）
- 1995-1997范曉萱純摯年代黃金自選集（1998年7月）
- 我要我們在一起（1999年11月）
- 絕世名伶（2001年8月）
- 星星(新歌+精選)（2001年9月)
- 還有別的辦法嗎（2004年12月）
- 楽園（2005年4月）

### グループ作品
福祿壽
- 序（2003年2月）

范曉萱&100%
- 突破（2007年8月）
- 赤子（2009年8月）

范曉萱+A
- 冬EP-當下（2014年12月）
- 夏EP-謝謝（2015年8月）

## 映画
- about love アバウト・ラブ/関於愛 about love （2005年／日本・中国）
- 恋人のディスクール 戀人絮語 （2010年／香港）第7回大阪アジアン映画祭で上映
- ドラゴンゲート 空飛ぶ剣と幻の秘宝 龍門飛甲 The Flying Swords of Dragon Gate （2011年／中国・香港）
- サイレント・ウォー 聽風者 （2012年／中国・香港）
- ウィル・ユー・スティル・ラブ・ミー・トゥモロー? 明天記得愛上我 （2013年／台湾）アジアフォーカス・福岡国際映画祭2013・第22回東京国際レズビアン&ゲイ映画祭で上映

## テレビドラマ
- 罪夢者（2019年～／台湾）